# Hoplitis batyamae
Hoplitis batyamae är en biart som först beskrevs av Van der Zanden 1986.  Hoplitis batyamae ingår i släktet gnagbin, och familjen buksamlarbin. Inga underarter finns listade i Catalogue of Life.